# Ophiophrixus spinosus
Ophiophrixus spinosus is een slangster uit de familie Ophiomyxidae.
De wetenschappelijke naam van de soort werd in 1881 gepubliceerd door Storm.